# Irreführende Werbung
Die Irreführende Werbung – oder genauer: irreführende geschäftliche Handlung – ist ein lauterkeitsrechtlicher Tatbestand, der  von den § 5 und § 5a sowie den Nr. 1–24 des Anhangs zum Gesetz gegen den unlauteren Wettbewerb erfasst wird.
Die heutigen §§ 5 und 5a UWG gehen im Wesentlichen auf die Richtlinie 2005/29/EG (PDF) (Richtlinie über unlautere Geschäftspraktiken – UGP-RL) zurück. War früher nur irreführende Werbung erfasst, so erstreckt sich das Verbot heute auf sämtliche irreführenden geschäftlichen Handlungen (§ 2 Abs. 1 Nr. 1 UWG). Auch ist der Verbraucherschutz nicht mehr bloßer Reflex des ursprünglich auf Mitbewerberschutz zielenden Gesetzes, sondern Leitmotiv der Neuregelung. Änderungen mit Blick auf den Verbraucherschutz wurden erneut im November 2020 vom zuständigen Bundesministerium der Justiz und für Verbraucherschutz vorgeschlagen.

## Tatbestände
Die beanstandete Werbemaßnahme muss eine geschäftliche Handlung sein (s. o.). Auch muss sie unwahre oder sonstige zur Täuschung geeignete Angaben beinhalten wie beispielsweise beim Slamming. Eine Angabe ist eine inhaltlich nachprüfbare Behauptung, mithin Aussagen, die dem Beweis zugänglich sind. Sie sind abzugrenzen von bloßen Werturteilen (die allerdings einen durchaus als Angabe zu qualifizierenden Tatsachenkern enthalten können) und sogenannten nichtssagenden Anpreisungen, also Werbeaussagen, die nichts Inhaltliches vermitteln („Die und keine andere!“). Eine Angabe kann dabei viele Formen haben. Auch bildliche Darstellungen (etwa Abbildung eines anderen als des beworbenen Scannermodells) sind Angaben.
Um zu beurteilen, ob eine Angabe irreführend i. S. d. Norm ist, muss auf den Empfängerhorizont abgestellt werden. Angeknüpft wird nicht an die objektive Wahrheit, sondern daran, was der angesprochene Verkehr versteht. So können objektiv richtige Angaben irreführend und objektiv unrichtige Angaben durchaus zulässig sein.
Die Irreführung muss geschäftliche Relevanz besitzen, also den Durchschnittsverbraucher tatsächlich oder voraussichtlich zu einer geschäftlichen Entscheidung veranlassen, die er ansonsten nicht getroffen hätte. Dieses ungeschriebene Tatbestandsmerkmal ergibt sich aus einer richtlinienkonformen Auslegung am Maßstab von Art. 6 Abs. 1 der UGP-RL. Die Rechtsprechung nimmt diese Voraussetzung allerdings sehr großzügig an.
Nach der Auslegung des Europäischen Gerichtshofs muss die Irreführung durch Werbung (Richtlinie 84/450/EWG) an einem „durchschnittlich informierten, aufmerksamen und verständigen Durchschnittsverbraucher“ gemessen werden. Dabei sei, wie weiter ausgeführt wird, ferner „auf die maßgeblichen Umstände des Einzelfalles“ abzustellen.

### Durch Unterlassen
Die Irreführung kann auch durch das Weglassen von Informationen begangen werden, sofern eine Aufklärungspflicht besteht (§ 5a UWG). Die Vorschrift unterstellt in ihrem zweiten Absatz eine Reihe von geschäftlichen Handlungen, die darin bestehen, dass dem Verbraucher bestimmte Informationen vorenthalten werden, ebenfalls dem Tatbestand der Irreführung durch Unterlassen, obwohl es in diesen Fällen nicht notwendig ist, dass der Verbraucher überhaupt irregeführt wird.

### Irreführende vergleichende Werbung
§ 5 Abs. 3 UWG stellt klar, dass auch irreführende Angaben im Rahmen von vergleichender Werbung den Tatbestand erfüllen. Diese werden dementsprechend auch nur von §§ 5, 5a UWG erfasst und nicht von § 6.

### Sonstige Tatbestände irreführender Werbung
Im deutschen Lebensmittelrecht gilt laut § 11 Lebensmittel- und Bedarfsgegenständegesetz zusätzlich zum Verbot irreführender Werbung ein Verbot für das Inverkehrbringen von Lebensmitteln unter irreführender Bezeichnung, Angabe oder Aufmachung. § 3 HWG verbietet die Irreführung im Zusammenhang mit Heilmitteln (Arzneimittel, Medizinprodukte, Verfahren, Behandlungen, Gegenständen oder anderen Mitteln), § 27 LFGB die Irreführung mit Kosmetika und § 33 LFGB mit sonstigen Bedarfsgegenständen. Außerdem finden sich Irreführungsverbote in einer ganzen Reihe weiterer Gesetze. Verstöße gegen die Irreführungstatbestände außerhalb des Gesetzes gegen den unlauteren Wettbewerb (UWG) sind regelmäßig als Verstöße gegen eine Marktverhaltensregel gemäß § 4 Nr. 11 UWG wettbewerbswidrig.

## Beispiele

### Lebensmittelindustrie
Besonders in heiß umkämpften Teilmärkten wie denen der Kinderprodukte wird mit vielen verschleiernden und irreführenden Aussagen geworben, da es ja um zukünftige Kundenbindung geht. Solche Werbung gerät immer wieder ins Visier der Verbraucherschutzorganisationen.
Dem Unternehmen Teekanne wurde 2015 vom EuGH untersagt, mit der Angabe der tatsächlich nicht vorhandenen Zutaten Himbeere und Vanille in einer seiner Teesorten zu werben.
Ein abschließendes Urteil gegen einen Claim der Ehrmann AG bezüglich der Gesundheit eines ihrer Kinderprodukte steht noch aus.
Das Produkt Milch-Schnitte von Ferrero wurde 2011 von foodwatch mit dem „Goldenen Windbeutel“ für dreisteste irreführende Werbung ausgezeichnet. Es ging darum, dass die Süßigkeit trotz eines hohen Zucker- und Fettgehaltes in der Werbung mit einem sportlichen Nimbus versehen wird.
Iglo Deutschland klagte 2022 erfolglos gegen den Fischkonservenhersteller Appel. Das Oberlandesgericht München folgte nicht Iglos These, ein als Seemanns-Klischee aufgemachtes Appel-Model könne mit Käpt’n Iglo verwechselt werden. Es gebe keine Irreführung der Verbraucher.

### Luftreinigende Zimmerpflanzen
Seitdem 1989 eine Studie der NASA veröffentlicht wurde mit einer Liste von Pflanzen, die durch ihre Anwesenheit in einem Raum zur Teileliminierung von Benzol, Formaldehyd, Trichlorethen, Xylolen und Ammoniak führen könnten, ist von Händlern in großem Ausmaß Werbung hierfür gemacht. Diese Studie wurde inhaltlich kritisiert, da diese Wirkung auch bei toten Pflanzen nachgewiesen werden konnte, sodass die Mikroorganismen im Pflanztopf eine Rolle spielen könnten. Eine wissenschaftliche Analyse aus dem Jahre 2019 kam zur Schlussfolgerung, dass die luftreinigende Wirkung von Zimmerpflanzen absolut irrelevant war: mehrere Tausend Pflanzen pro Quadratmeter wären benötigt für einen für Menschen relevanten Unterschied. Obwohl diese Erkenntnisse auch außerhalb der wissenschaftlichen Literatur bekannt gemacht wurden, wurden sie durch Pflanzenhändler weitestgehend ignoriert.